# Cité Martini
Située à Marin, sur le territoire de la commune de La Tène, la cité Martini est un ensemble de trente maisonnettes construites à proximité de la fabrique d’automobiles Martini. Ces bâtiments et leurs alentours sont représentatifs de l’architecture ouvrière du début du XXe siècle et sont protégés au titre de monument historique depuis 2002.

## Historique
L’ensemble est édifié en 1905-1906 pour la « Société immobilière Marin-St-Blaise » par la « Société anonyme d’entreprises et de construction, Neuchâtel » sur les plans des architectes neuchâtelois Jean Béguin et Ernest Prince.
Les trente maisons proposées à la location sont alors situées à proximité de la fabrique d’automobiles Martini, active de 1897 à 1934. Il s’agit d’une opération immobilière destinées à offrir des logements aux ouvriers d’une usine implantée à mi-distance des villages de Marin et de Saint-Blaise, un endroit dépourvu d’habitations et de transports publics.
Contre toute attente, ce projet immobilier ne découle pas d’une initiative patronale, mais résulte d’un montage financier regroupant treize actionnaires au sein de la « Société immobilière Marin-St-Blaise ». Ses statuts révèlent que « Martini Automobile Company Limited » ne détient que le 25% du capital de 150'000 francs. La cité Martini doit ainsi son nom à la proximité géographique de l’entreprise plutôt qu’à son implication financière. Les maisons ont été vendues à des particuliers à partir du milieu du XXe siècle et la société immobilière définitivement radiée en 2002.

## Description

### Organisation générale
La cité Martini se compose de dix rangées de trois maisonnettes mitoyennes accompagnées de jardinets, formant un ensemble de trente cellules familiales. La distribution des constructions et les deux rues qui se croisent évoquent une amorce de village, alors que la dimension paysagère rapproche ces modestes habitations des nouvelles cités jardins plutôt que de casernements ouvriers du XIXe siècle. 
L’ensemble est toutefois dépourvu des petits commerces et autres institutions villageoises que les habitants trouvent dans les localités voisines de Marin et Saint-Blaise. Contrairement aux cités ouvrières plus étroitement liées à une entreprise, comme la cité Suchard à Neuchâtel ou le villaggio Leumann à Turin, les promoteurs n’ont pas jugé nécessaire de compléter les habitations par des équipements sociaux tels que bains, cantine, école, magasin, etc,,. 

### Aspect extérieur
Malgré l’emploi du Heimatstil, un style régionaliste en vogue en Suisse au tournant des XIXe et XXe siècles,, l’architecture demeure très simple et dépouillée. Les constructions sont réalisées en maçonnerie de pierre jaune avec dalle à hourdis sur poutrelles métalliques au rez-de-chaussée et poutraisons en bois à l’étage et en toiture. En accord avec le goût du moment, l’asymétrie est de rigueur, alors que la pierre des façades et certaines pièces de charpente sont laissées apparentes . L’ordonnance des façades et l’articulation des toitures permettent de distinguer différents types de constructions.

### Distribution intérieure
Le programme architectural est caractéristique de l’habitat ouvrier du moment, avec un logement sur deux niveaux complété d’un cave en sous-sol. Le rez-de-chaussée comprend un hall d’entrée, deux pièces d’habitation, une cuisine et un WC, alors que deux chambres et un réduit occupent l’étage.

## Contextualisation
Dans la région neuchâteloise, rares sont les ensembles d’habitations à bon marché qui portent haut une raison sociale. Une opération de grande ampleur mobilise des capitaux rarement disponibles dans le tissu économique local. La création de sociétés immobilières constitue en revanche un montage financier intéressant pour les petites ou moyennes entreprises.
A l’image d’autres initiatives de logement à bon marché, la cité Martini cherche à se distinguer des immeubles de rapport par leur module familial, leurs petites dimensions et leur jardin. L’usage du Heimatstil rappelle que la maison ouvrière cherche à reproduire le schéma de la villa familiale dite bourgeoise jusque dans ses évolutions matérielles et stylistiques. Mais habitat ouvrier et patronal répondent chacun à leurs propres codes, comme en témoigne la villa patronale édifiée de 1906 à 1910 à la rue de la Musinière pour Adolf von Martini. L’apparence et le programme locatif des maisonnettes de la cité Martini conservent en effet la retenue et la sobriété qui, dans l’esprit du moment, sied aux classes modestes,,. Ces constructions ont toutefois traversé le temps et possèdent des qualités qui en font aujourd’hui des habitations appréciées et des objets recherchés et qui leur ont valu une protection au titre monument historique en 2002.

## Références

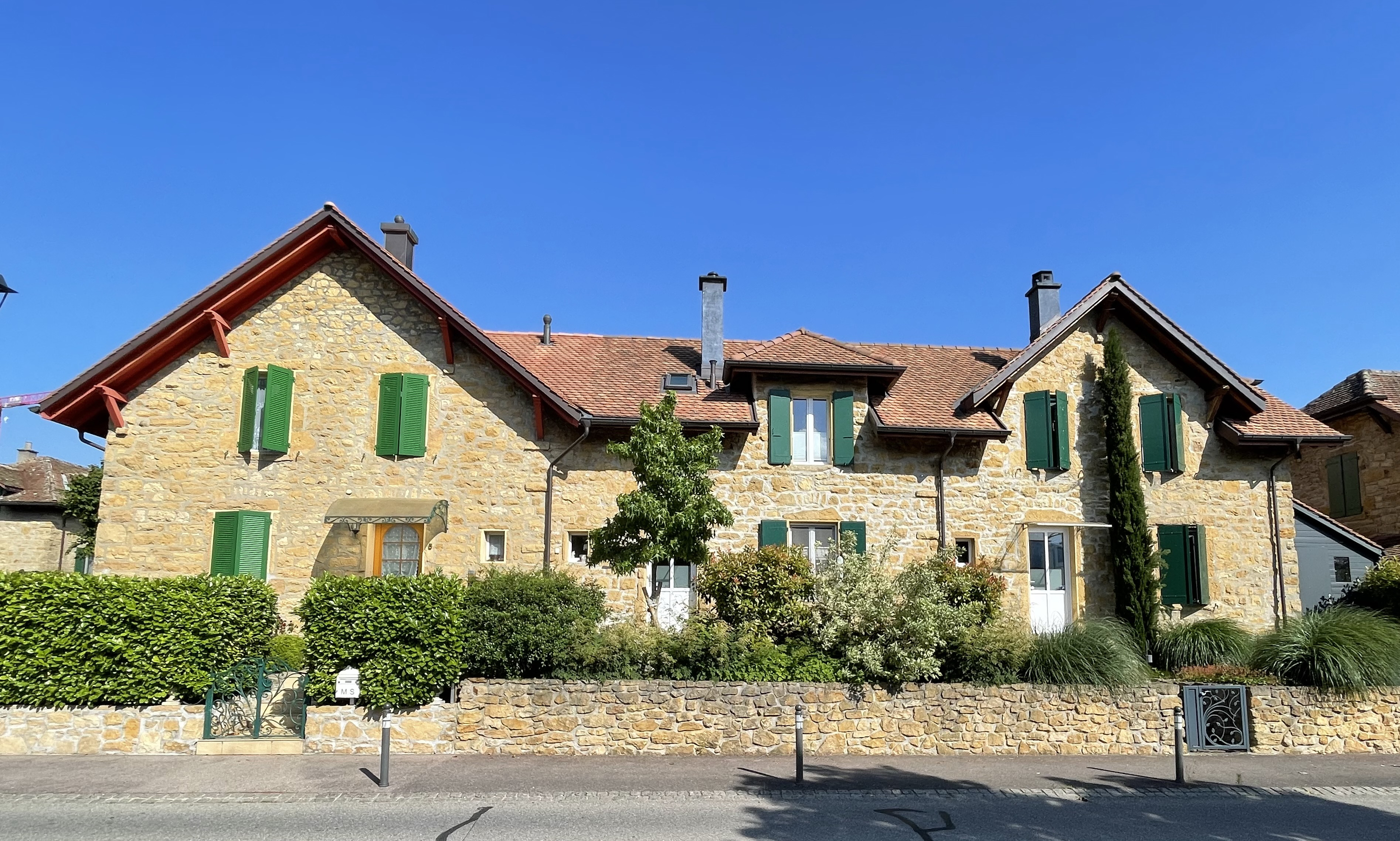
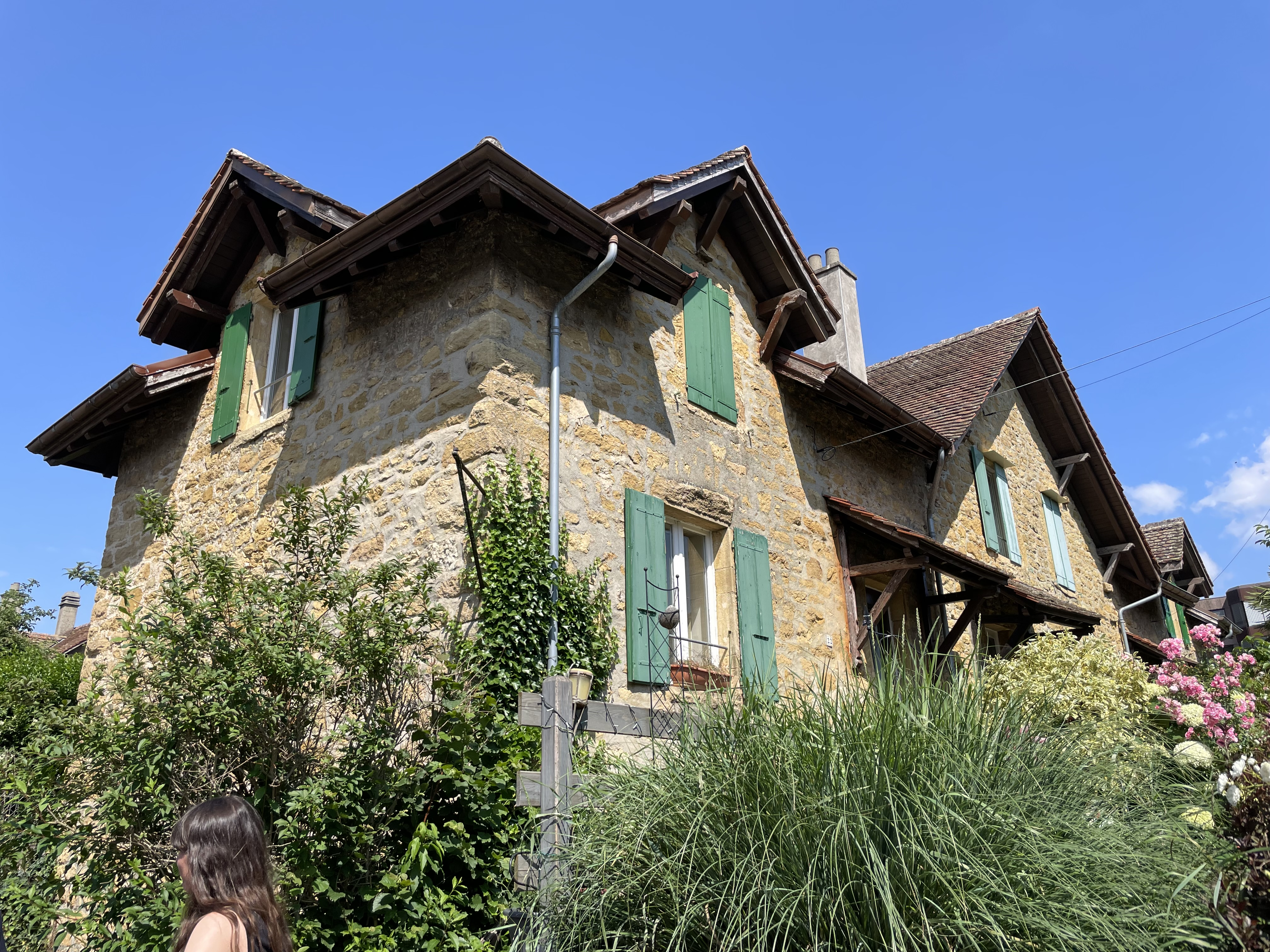
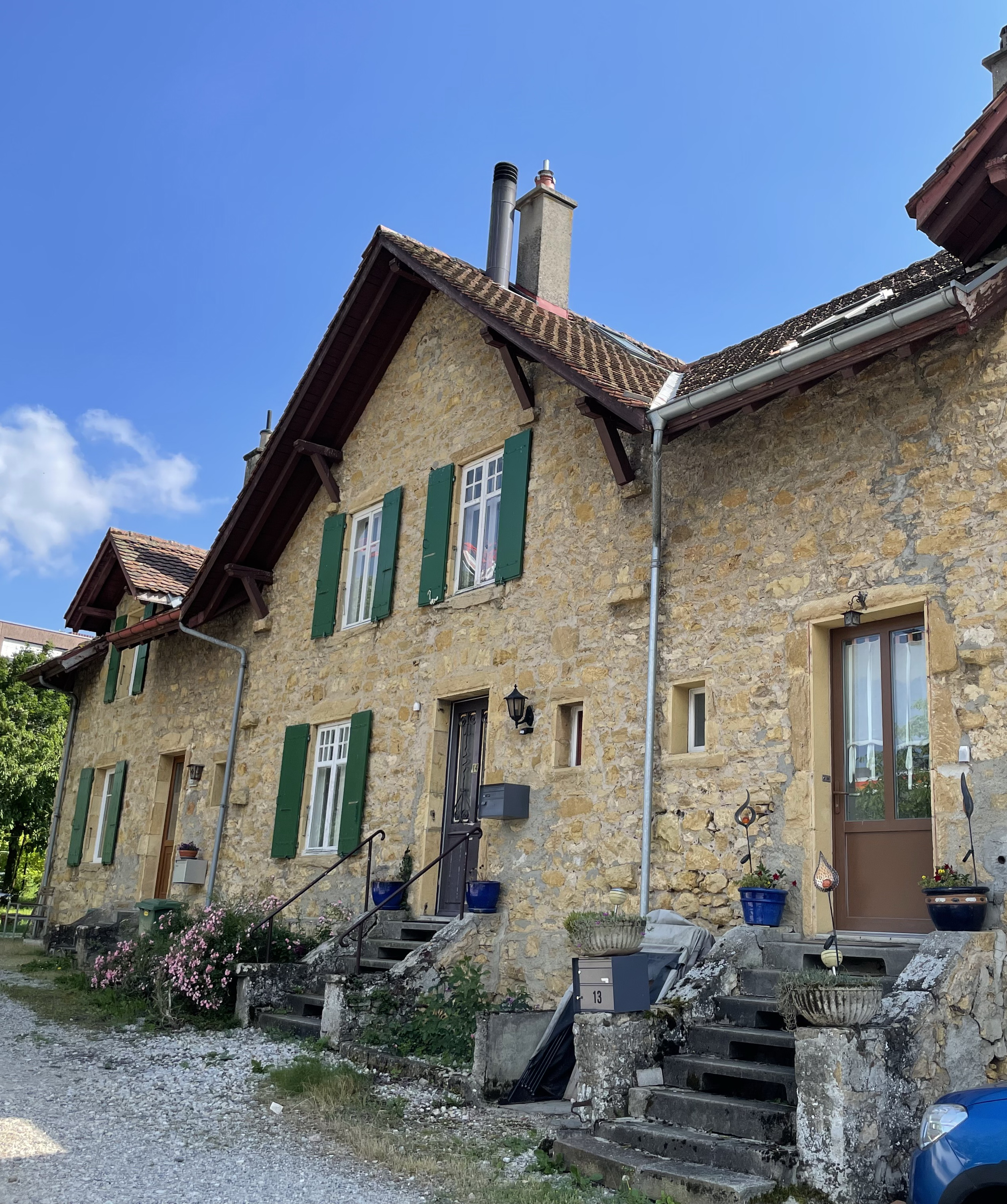
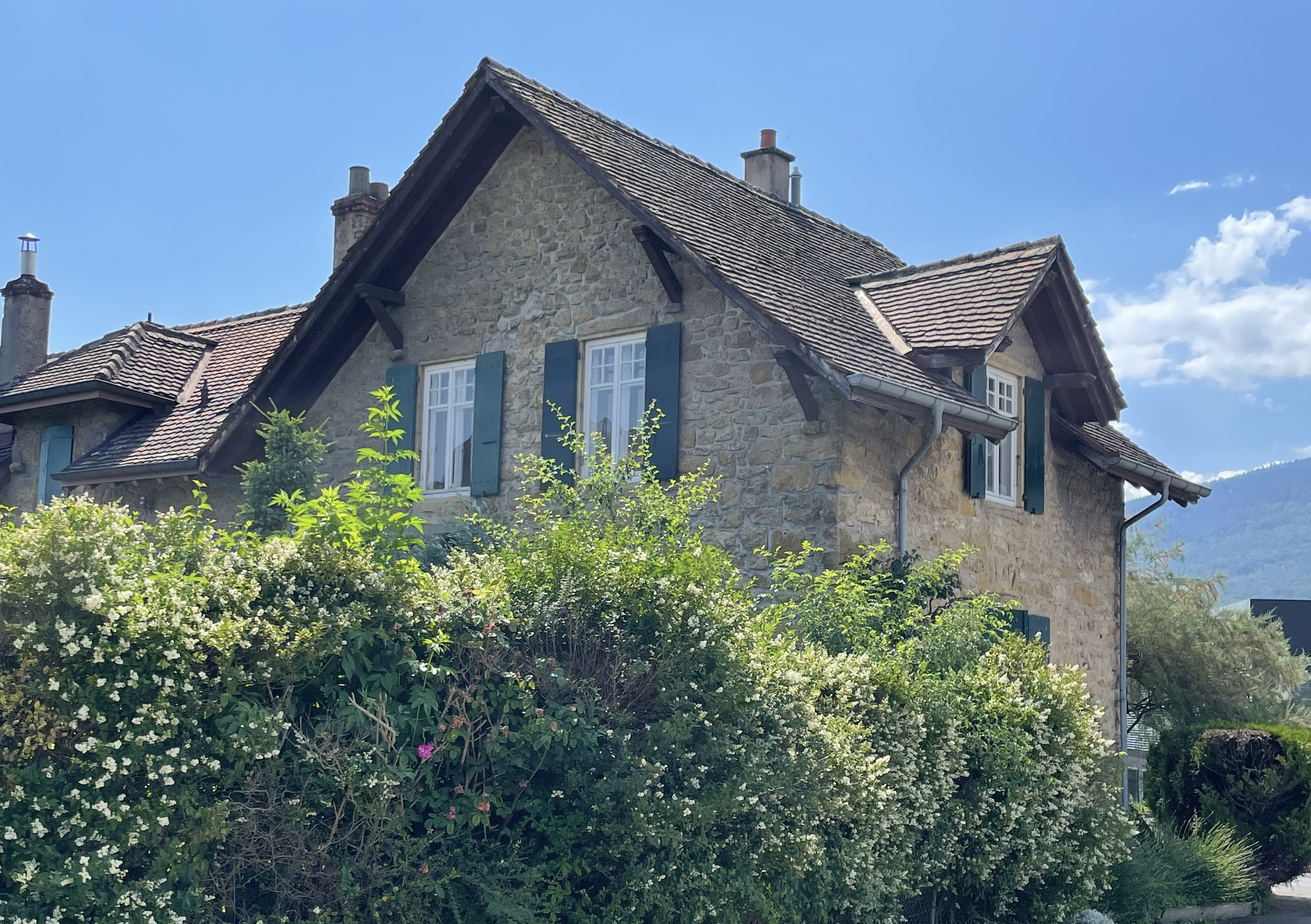
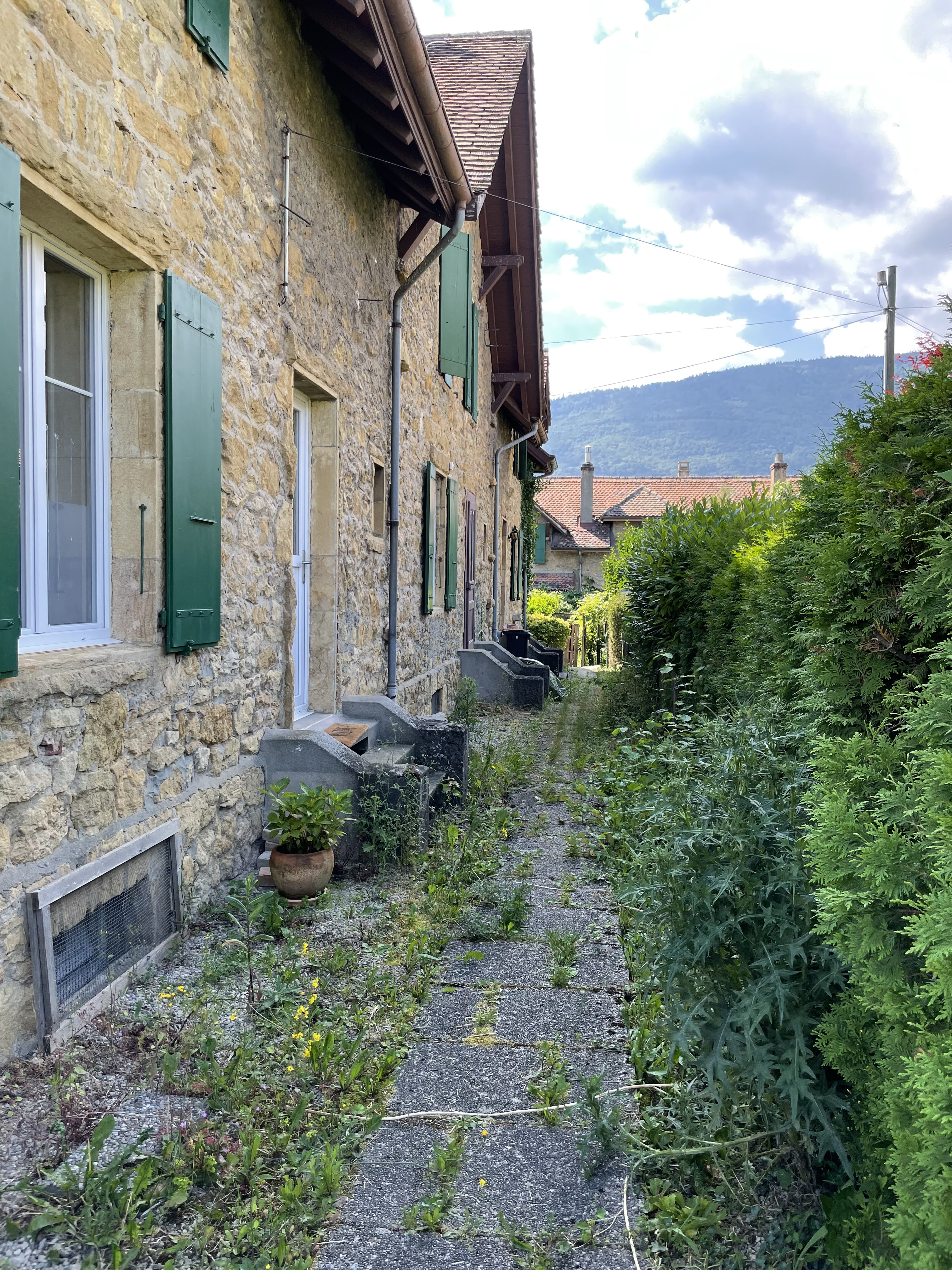
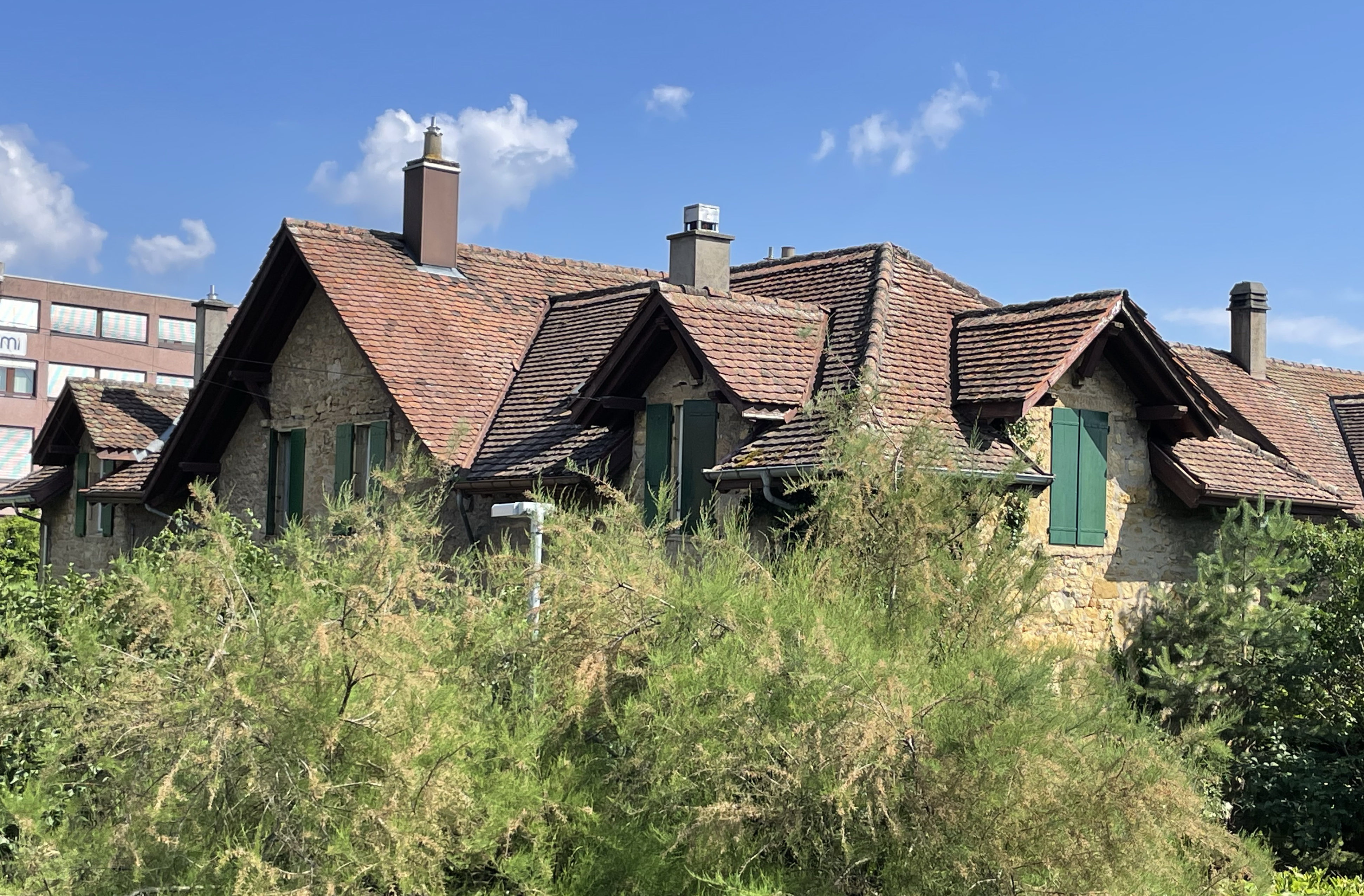